# Jack Kinzler
Jack Kinzler (né le 9 janvier 1920 à Pittsburgh et mort le 4 mars 2014 à Taylor Lake Village), surnommé Mr. Fix It, est un ingénieur américain.
Il est notamment chef du centre des services techniques du Centre spatial Lyndon B. Johnson de la National Aeronautics and Space Administration (NASA). Il a reçu la médaille du service distingué de la NASA pour avoir créé le bouclier solaire qui a sauvé la station spatiale Skylab après la perte du bouclier initial. Ses autres contributions comprennent le Lunar Flag Assembly servant à hisser le drapeau des États-Unis sur la Lune et les plaques lunaires utilisées lors du programme Apollo et la tête spéciale du club de golf avec laquelle l'astronaute d'Apollo 14 Alan Shepard a effectué ses deux célèbres tirs sur la Lune.

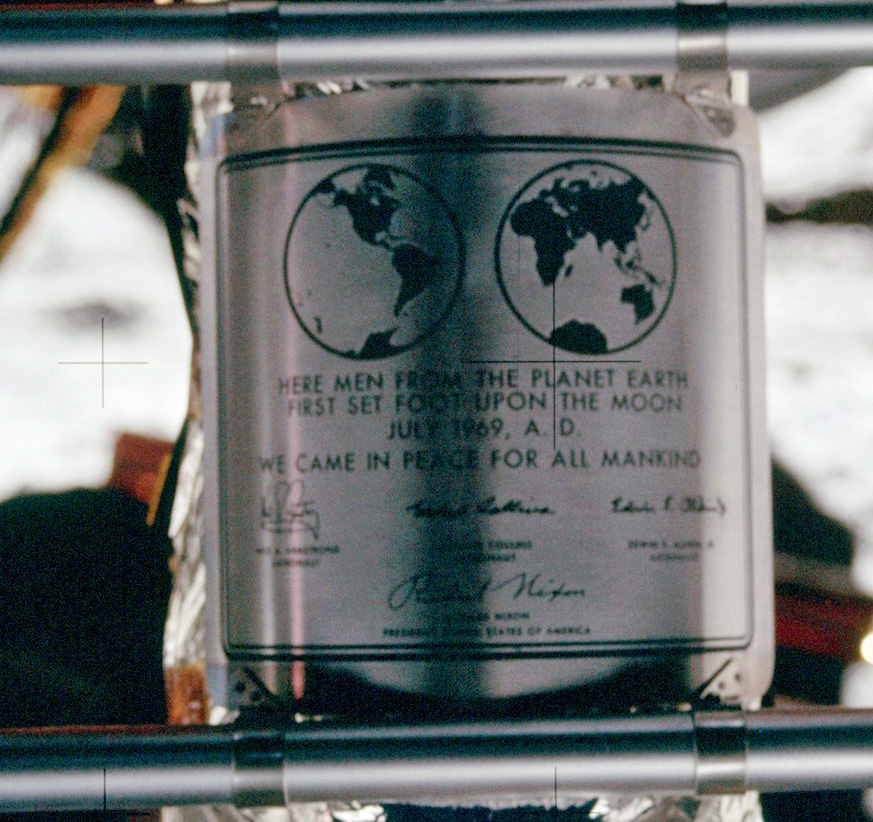
Plaque lunaire d'Apollo 11.
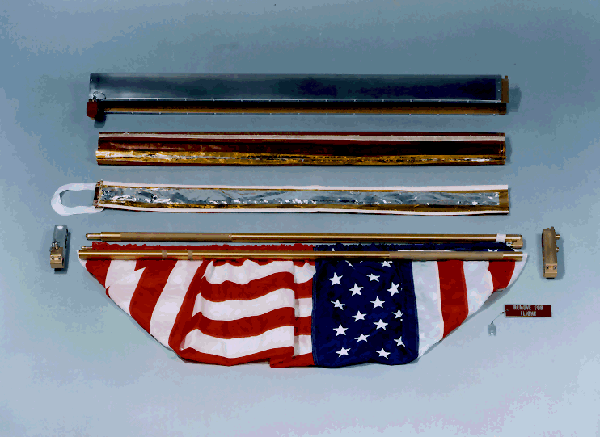
Lunar Flag Assembly (non monté).